# Centro de Justicia Hong Kong
El Centro de Justicia Hong Kong (Justice Centre Hong Kong) fundado en 2014, es una organización de derechos humanos independiente y sin fines de lucro que se centra en la protección de los refugiados y solicitantes de asilo en Hong Kong.
Antes de principios de 2014, la organización era conocida como el Centro de Asesoramiento para Refugiados de Hong Kong (HKRAC), que en 2007 había surgido de la Unidad de Asesoramiento para Refugiados de otra organización local que trabaja con refugiados, Acción Cristiana. 
La organización trabaja con socios de la sociedad civil para defender los derechos de las personas que buscan protección en Hong Kong a través del trabajo de investigación y defensa. Además, proporciona asistencia legal y psicosocial a los solicitantes de asilo. También llevan a cabo trabajos de políticas basadas en la evidencia para tratar de influir y mejorar las políticas gubernamentales hacia sus clientes. Su informe "Coming Clean" en 2016 encontró que más del 80 por ciento de los 336,600 trabajadores domésticos del territorio son explotados, y uno de cada seis es víctima de trabajo forzado.
Proporcionar los primeros datos cuantitativos sobre la trata de personas le dio a Hong Kong una clasificación muy baja en el Índice de Esclavitud Global, y empujando a Hong Kong a la Lista de Observación del Nivel 2 del informe sobre Trata de Personas del Departamento de Estado de EE. UU.
En septiembre de 2015, Piya Muqit, exjefa de Política y Defensa en UNICEF Reino Unido y asesora legal principal en Freedom From Torture, se convirtió en la directora ejecutiva de la organización.